# Trissolcus basalis
Trissolcus basalis is een vliesvleugelig insect uit de familie van de Scelionidae. De wetenschappelijke naam van de soort is voor het eerst geldig gepubliceerd in 1858 door Wollaston.